# Belluno
Bellunoⓘ – miasto i gmina we Włoszech, w regionie Wenecja Euganejska, w prowincji Belluno. Według danych na styczeń 2009 gminę zamieszkiwało 36 618 osób przy gęstości zaludnienia 248,8 os./1 km².
Ok. 1570 r. w Belluno urodził się Tommaso Dolabella, pod nazwiskiem Tomasza Dolabelli działający w Polsce malarz, jeden z głównych twórców malarstwa barokowego na ziemiach polskich w pierwszej połowie XVII w.
18 września 1765 w Belluno urodził się Bartolomeo Alberto Cappellari, późniejszy papież Grzegorz XVI.

## Linki zewnętrzne

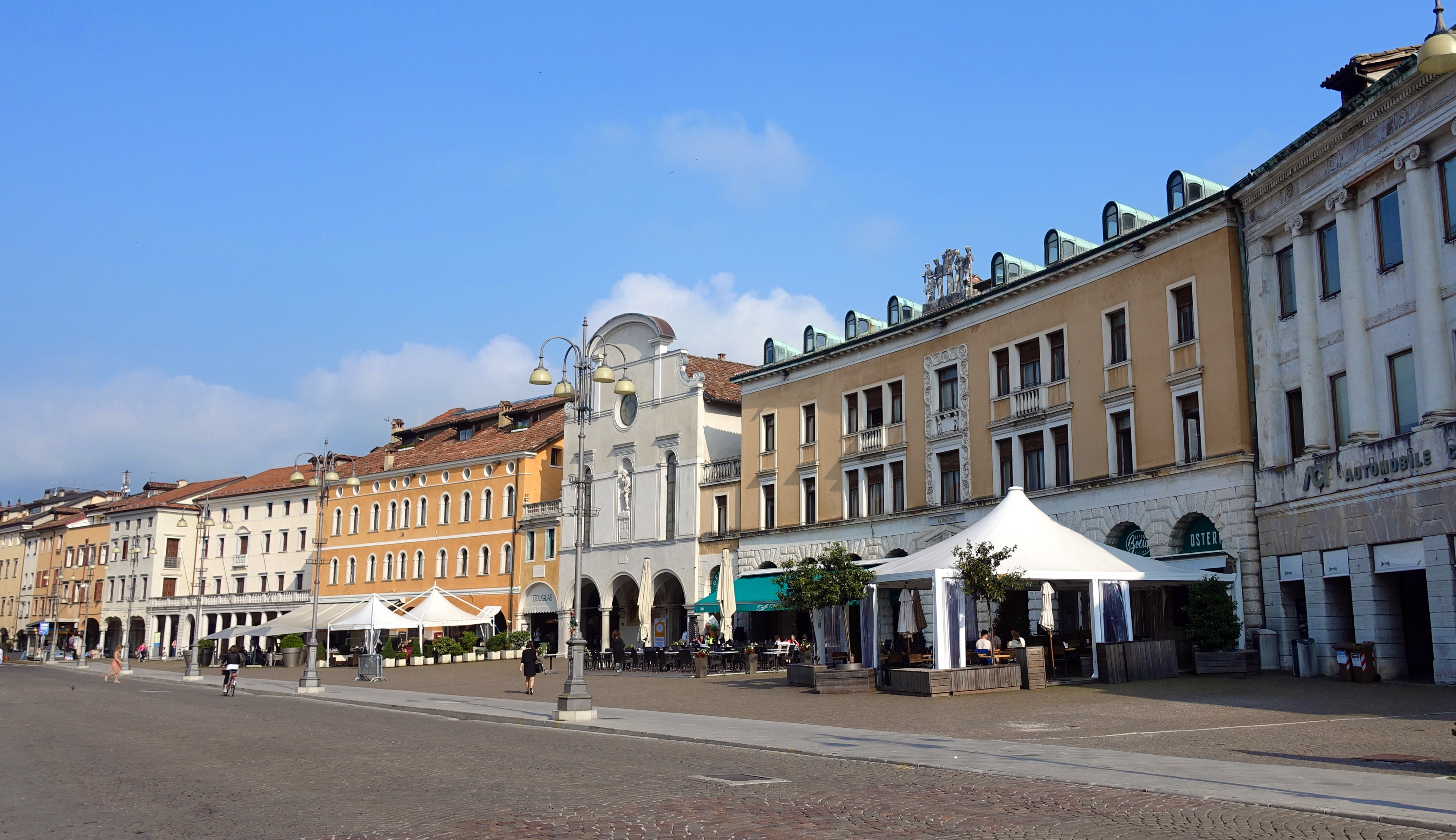
Fragment rynku w Belluno
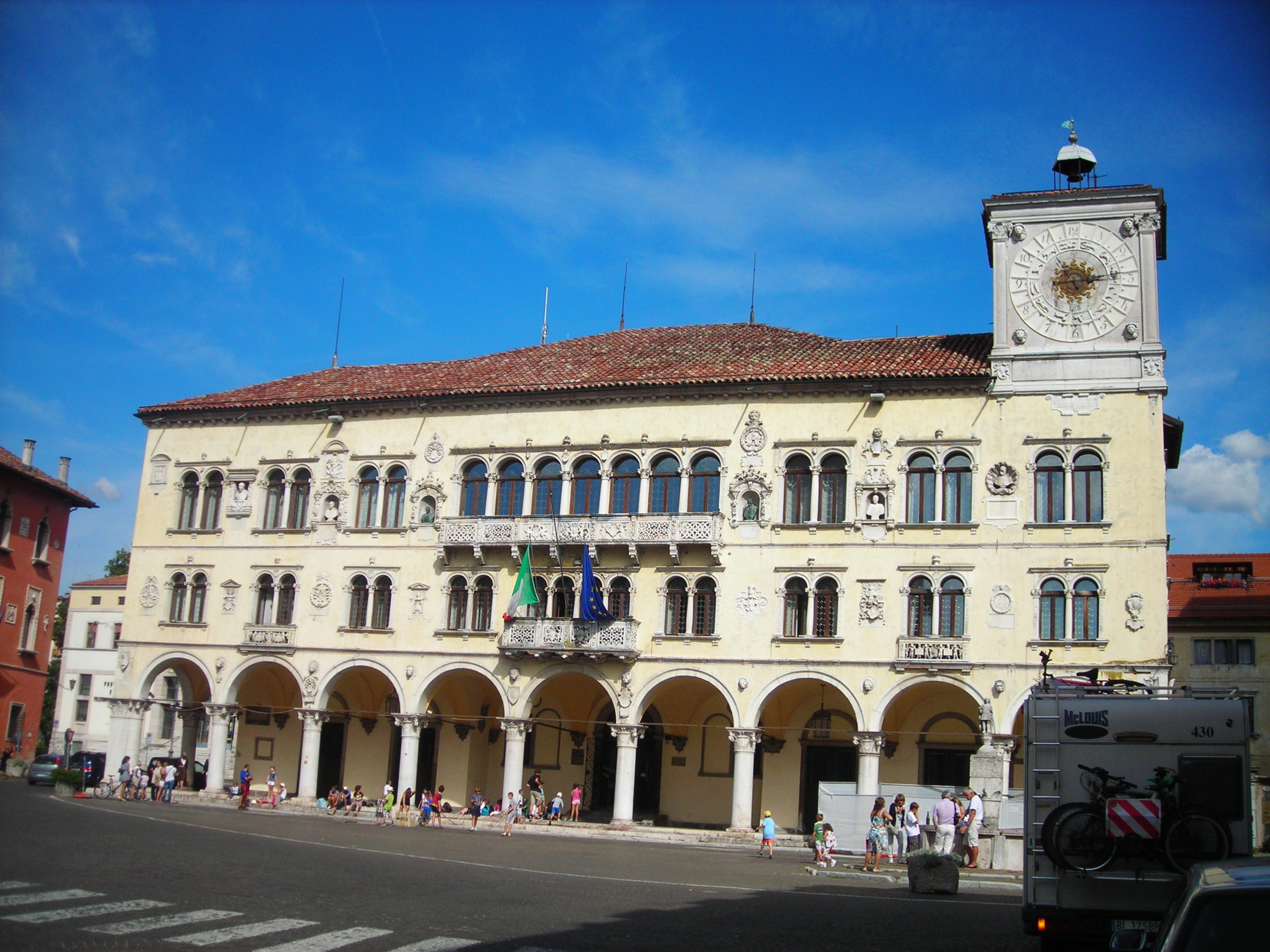
Ratusz w Belluno
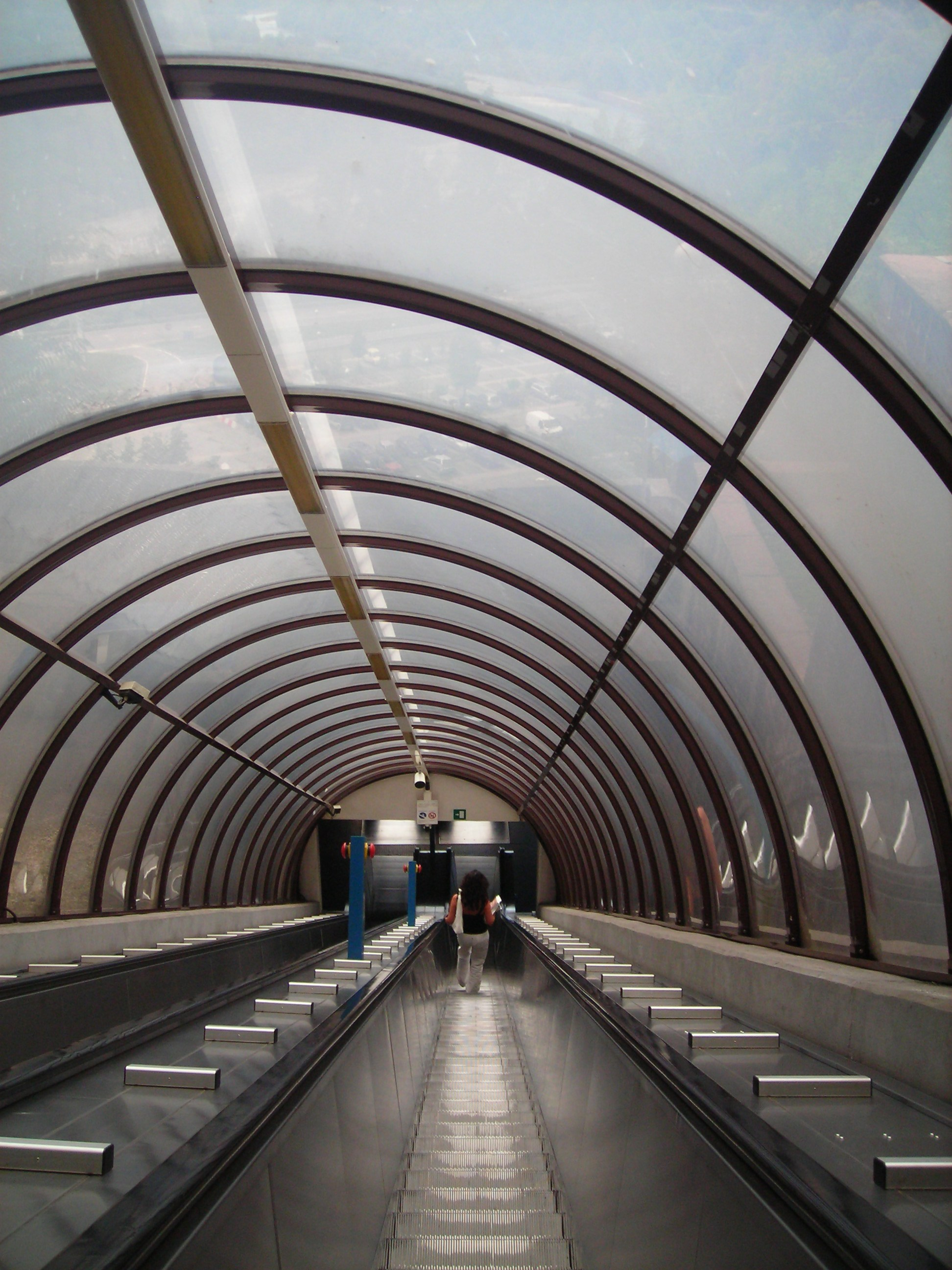
Ruchome schody prowadzące do Belluno